# Агаониды

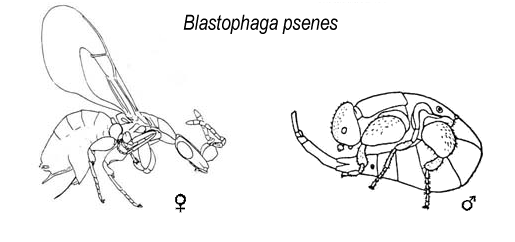
Blastophaga psenes

Агаониды (лат. Agaonidae) — семейство паразитических наездников надсемейства Chalcidoidea подотряда стебельчатобрюхие отряда перепончатокрылые насекомые.

## Описание
Размеры мелкие (1—5 мм). Крылья с сильно редуцированным жилкованием. Половой диморфизм сильно выражен: самки как правило крылатые, а самцы бескрылые с вытянутым телескопическим брюшком. Ноги утолщённые, короткие. Интересен самец Kradibia cocoani, у которого имеется только две пары ног; средняя пара представлена лишь крошечными двучлениковыми рудиментами.

## Биология
Фитофаги. Все виды этого семейства развиваются в плодах диких видов инжира (Ficus), который они опыляют. Самки откладывают яйца во внутреннюю часть плода. В те же плоды (только во внешнюю часть и после яйцекладки самки Agaonidae) откладывают яйца и другие паразитические наездники, чьи личинки уничтожают часть личинок агаонид, если их появилось слишком много.

## Палеонтология
В ископаемом состоянии известны из эоцена Великобритании и из миоценового доминиканского янтаря.

## Систематика
Исторически сложилось так, что границы Agaonidae значительно менялись. По данным на 2025 год семейство имеет пантропическое распространение и насчитывает 380 описанных видов в 21 роде и четырех подсемействах (Agaoninae, Blastophaginae, Kradibiinae, Tetrapusinae), а его истинное разнообразие оценивается примерно в 1700 видов.
Ранее группа включала 6 подсемейств (Epichrysomallinae, Otitesellinae, Sycoecinae, Sycoryctinae, Sycophaginae и Agaoninae), 76 родов, более 750 видов. Отмечалось, что надродовая на уровне подсемейств классификация (Agaoninae — Blastophaginae — Kradibiinae — Sycophaginae — Tetrapusinae) нуждается в дополнительном изучении. Для южных окраин бывшего СССР указывался один вид.
Семейство рассматривалось как полифилетическое (Rasplus et al., 1998), и лишь подсемейство Agaoninae признавалось точно входящим в него. Другие подсемейства (Sycoecninae, Otitesellinae, Sycoryctinae) предлагалось включить в хальциноидное семейство птеромалиды.
| - Подсемейство Agaoninae Walker 1846 (23 родов, 357 видов) - Agaon Dalman 1818 (11 видов) - Alfonsiella Waterston 1920 (7) - Allotriozoon Grandi 1916 (3) - Blastophaga Gravenhorst 1829 (27) - Ceratosolen Mayr 1885 (68) - Courtella Kieffer 1912 (13) - Deilagaon Wiebes 1977 (4) - Dolichoris Hill 1967 (10) - Elisabethiella Grandi 1928 (14) - Eupristina Saunders 1882 (18) - Kradibia Saunders 1883 (25) - Liporrhopalum Waterston 1920 (18) - Nigeriella Wiebes 1974 (4) - Paragaon Joseph 1959 (2) - Pegoscapus Cameron 1906 (46) - Platyscapa Motschulsky 1863 (19) - Pleistodontes Saunders 1882 (22) - Sycobiomorphella Abdurahiman & Joseph 1967 (1) - Sycophilodes Joseph 1961 (1) - Sycophilomorpha Joseph & Abdurahiman 1969 (1) - Tetrapus Mayr 1885 (5) - Waterstoniella Grandi 1921 (20) - Wiebesia Boucek 1988 (18) - Подсемейство Epichrysomallinae Hill & Riek 1967 (13 родов, 38 видов) - Acophila Ishii 1934 (2 видов) - Asycobia Boucek 1988 (1) - Camarothorax Mayr 1906 (10) - Epichrysomalla Girault 1915 (2) - Eufroggattisca Ghesquière 1946 (2) - Herodotia Girault 1931 (2) - Josephiella Narendran 1994 (1) - Meselatus Girault 1922 (4) - Neosycophila Grandi 1923 (5) - Odontofroggatia Ishii 1934 (4) - Parapilkhanivora Farooqi & Menon 1973 (2) - Sycobia Walker 1871 (2) - Sycotetra Boucek 1981 (1) - Подсемейство Sycophaginae Walker 1875 (6 родов, 58 видов) - Anidarnes Boucek 1993 (3) - Apocryptophagus Ashmead 1904 (11) - Eukoebelea Ashmead 1904 (7) - Idarnes Walker 1843 (23) - Pseudidarnes Girault 1927 (2) - Sycophaga Westwood 1840 (12) | - Подсемейство Otitesellinae Joseph 1964 (15 родов, 79 видов) - Aepocerus Mayr 1885 (13 видов) - Comptoniella Wiebes 1992 (1) - Eujacobsonia Grandi 1923 (2) - Grandiana Wiebes 1961 (3) - Grasseiana Abdurahiman & Joseph 1968 (3) - Guadalia Wiebes 1967 (1) - Heterandrium Mayr 1885 (10) - Lipothymus Grandi 1921 (4) - Marginalia Priyadarsanan 2000 (1) - Micranisa Walker 1875 (10) - Micrognathophora Grandi 1921 (1) - Otitesella Westwood 1883 (20) - Philosycella Abdurahiman & Joseph 1976 (1) - Philosycus Wiebes 1969 (3) - Walkerella Westwood 1883 (6) - Подсемейство Sycoecinae Hill 1967 (6 родов, 67 видов) - Crossogaster Mayr 1885 (16 видов) - Diaziella Grandi 1928 (12) - Philocaenus Grandi 1952 (23) - Robertsia Boucek 1988 (2) - Seres Waterston 1919 (4) - Sycoecus Waterston 1914 (10) - Подсемейство Sycoryctinae Wiebes 1966 (11 родов, 151 вид) - Adiyodiella Priyadarsanan 2000 (1 вид) - Apocrypta Coquerel 1855 (27) - Arachonia Joseph 1957 (2) - Critogaster Mayr 1885 (6) - Dobunabaa Boucek 1988 (1) - Parasycobia Abdurahiman & Joseph 1967 (1) - Philotrypesis Förster 1878 (44) - Philoverdance Priyadarsanan 2000 (1) - Sycoscapter Saunders 1883 (61) - Tenka Boucek 1988 (1) - Watshamiella Wiebes 1981 (6) - Без указания подсемейства - несколько родов |

### Изменения 2022—2025 года
В 2022 году в ходе реклассификации птеромалид состав этого крупнейшего семейства хальцидоидных наездников было пересмотрено и в него перенесены 4 подсемейства агаонид, в том числе Sycophaginae. Большинство бывших Otitesellinae, Sycoecinae и Sycoryctinae сохраняются в единой трибе Otitesellini, которая переводится в Pteromalinae. Кроме того статус отдельного семейства получил таксон Epichrysomallidae.
В результате новых молекулярных исследований бывшие парафилетические группы были исключены.
В 2025 году в состав семейства включали только 380 видов из 21 рода и 4 подсемейства (Agaoninae, Blastophaginae, Kradibiinae, Tetrapusinae).
В результате этих таксономических изменений, Agaonidae включает только те виды, которые являются облигатными опылителями (активными или пассивными) видов фикусов (Тутовые), эволюционировавших вместе со своими хозяевами-инжирами в рамках 80 млн лет мутуализма. Опылители инжира — осы — демонстрируют заметный половой диморфизм: у самцов всегда есть переднеспинка, они часто слепы и имеют сильно измененную мезосому — все это приспособления к их образу жизни, когда взрослые особи живут всего несколько часов, в основном в родовой полости инжира. Их единственная функция — спариваться с самками и прогрызать выходное отверстие в стенке фиги, позволяя самкам выйти и рассеяться. Самки всегда крылаты, а также демонстрируют экстремальные морфологические адаптации, позволяющие им перемещаться по остиолам фиги для осуществления опыления и яйцекладки.

### Agaoninae
- Agaon Dalman, 1818
- Alfonsiella Waterston, 1920
- Allotriozoon Grandi, 1916
- Blastophaga Gravenhorst, 1829
  - Blastophaga psenes Linnaeus (syn. Cynips psenes Linnaeus, 1758)[12]
- Courtella Kieffer, 1911
- Deilagaon Wiebes, 1977
- Dolichoris Hill, 1967
- Elisabethiella Grandi, 1928
- Eupristina Saunders, 1882
  - Eupristina verticillata Waterston, 1921[13][14]
- Nigeriella Wiebes 1974
- Paragaon Joseph, 1959
- Pegoscapus Cameron, 1906
- Platyscapa Motschoulsky, 1863
- Pleistodontes Saunders, 1882
- Waterstoniella
- Wiebesia Boucek, 1988

### Kradibiinae
- Ceratosolen Mayr, 1885
- Kradibia Saunders, 1883 (syn. Liporrhopalum Waterston, 1920)[15]

### Tetrapusiinae
- Tetrapus
  - Tetrapus americanus Mayr
  - Tetrapus antillarum Ashmead
  - †Tetrapus apopnus Peñalver and Engel 2006 — доминиканский янтарь[16]
  - †Tetrapus delclosi Peñalver and Engel 2006[16]
  - другие

### Ископаемые роды
- †Archaeagaon Compton 2014 — Bembridge Marls, Великобритания, эоцен (приабон)[17]
  - †Archaeagaon minutum (Donisthorpe)[18]